# Megapsammoecus christinae
Megapsammoecus christinae là một loài bọ cánh cứng trong họ Silvanidae. Loài này được Karner miêu tả khoa học năm 1995.